# Mont Saint-Maurice
Pour les articles homonymes, voir Saint-Maurice.
Le mont Saint-Maurice est un sommet d'origine volcanique culminant à 831 m d'altitude dans le département français de la Haute-Loire.

## Géographie

### Situation
Le mont se trouve sur la commune de Coubon à une distance de moins de 5 kilomètres à vol d'oiseau du Puy-en-Velay, sur la rive droite de la Loire entre Coubon et Brives-Charensac.

### Géologie
Le sous-sol est constitué de basalte et limité au nord-est par des terrains tertiaires ; il est adjacent de la Loire à l'ouest. 

### Flore
Les versants boisés suscitent un intérêt botanique grâce à la présence d'espèces associées à des sols neutres et frais. À l'ouest du site, des habitats nettement différents se manifestent en relation avec les milieux alluviaux et aquatiques. Une vaste zone au sommet est caractérisée par une pelouse sèche neutrocline et des dalles abritant des Orpins et Joubarbes, tandis que de petites zones marneuses accueillent également plusieurs espèces d'intérêt patrimonial. La partie méridionale du site est dédiée à des pâtures, mais celles-ci présentent un intérêt botanique plus limité.

## Histoire
D'après les observations d'Albert Boudon-Lashermes, le « trou du soleil » situé sur la pente orientale de la montagne pourrait représenter un site de culte préhistorique dédié au soleil.
L'ancien prieuré de Saint-Maurice de Magnore subsiste aujourd'hui sous la forme de quelques ruines dispersées parmi les buissons, comprenant une citerne, des sarcophages, ainsi que des tombes creusées. Une bulle émise par le pape Alexandre III le mentionne en 1179, et la chapelle de Saint-Maurice est répertoriée dans le compoids du mandement de Bouzols en 1696. Ce prieuré était affilié à Saint-Pierre du Monastier.

## Protection environnementale
Le sommet est inclus dans la ZNIEFF de type 2 « Haute vallée de la Loire », ainsi que dans la ZNIEFF de type 1 « Mont Saint-Maurice » qui couvre une superficie de 160 hectares.